# نیروی دریایی رومانی
نیروی دریایی رومانی (رومانیایی: Forțele Navale Române) نیروی دریایی زیرمجموعه نیروهای مسلح رومانی است، که در سال ۱۸۶۰ تأسیس شد.